# Clutia polifolia
Clutia polifolia là một loài thực vật có hoa trong họ Peraceae. Loài này được Jacq. mô tả khoa học đầu tiên năm 1797.